# Truncocolumella
Truncocolumella là một chi nấm thuộc họ Suillaceae (phân bộ Suillineae thuộc bộ Boletales).

## Danh sách loài
- Truncocolumella citrina
- Truncocolumella occidentalis
- Truncocolumella rubra